# 5609 Stroncone
5609 Stroncone è un asteroide della fascia principale. Scoperto nel 1993, presenta un'orbita caratterizzata da un semiasse maggiore pari a 3,0942729 UA e da un'eccentricità di 0,1440627, inclinata di 1,39520° rispetto all'eclittica. Deve il suo nome all'omonimo comune umbro dove insiste l'osservatorio astronomico da cui è stato scoperto.